# Brokerpool
Brokerpool či broker pool je v oblasti finančního poradenství označení pro servisní společnost, která zastřešuje finanční poradce. S broker pooly mohou spolupracovat nezávislí jednotlivci i celé poradenské firmy.
Servisní společnost sdružuje finanční poradce a poskytuje jim služby usnadňující výkon jejich profese. Díky brokerpoolu získávají poradci zázemí jako produktový a administrativní servis, informační systém, školení, metodické pokyny, legislativní servis a další podporu, což jim snižuje provozní náklady a umožňuje více se věnovat práci s klienty. 
Brokerpool vyjednává podmínky s finančními institucemi a za sjednávání jejich produktů (například hypotéky, spořicí účty, pojištění) s klienty inkasuje provizi, kterou rozděluje podle dohodnutých podmínek s poradci. Díky vysokému objemu uzavřených smluv vyjednávají broker poolové organizace vyšší provize, než by od finančních institucí dostali samostatně jednotliví poradci. Ti mají také v broker poolu možnost svobodně volit z produktového portfolia smluvních partnerů, na které služby se budou specializovat.
Charakter broker poolové společnosti se vyznačuje vysokou mírou svobody rozhodování v tom, jakým způsobem a s jakými podmínkami si poradci budují síť svých spolupracovníků a kmen klientů. Poradce si tak může se servisní záštitou broker poolu vytvářet vlastní firmu či značku, jejíž vnitřní fungování si nastaví podle svých potřeb a preferencí. 
Na rozdíl od tzv. síťového (multilevelového) modelu nad sebou nemá jednotlivec v rámci broker poolu strukturu nadřazených poradců, s nimiž se automaticky dělí o část svých provizí. 
Za posledních několik let lze v České republice sledovat značný úbytek poradců registrovaných v multilevelových (síťových) firmách a naopak růst počtu poradců v broker poolech (měřeno podle počtu registrací PPZ u ČNB). Přesto lze jak mezi MLM společnostmi, tak broker pooly najít značné rozdíly. I některým poolům klesl v období leden 2017 až duben 2018 počet registrovaných poradců.